# Дуда Роман Володимирович
Роман Володимирович Дуда (21 липня 1993, Київ, Україна) — український співак, музикант, автор пісень; фіналіст сьомого сезону вокального проєкту телеканалу «1+1»  «Голос країни».

## Навчання
Навчався у загальноосвітній школі Києва № 202 та закінчив екстерном музичну школу № 24 (клас гітари). У 2009 р. вступив до Київського технікуму готельного господарства. Впродовж 2012—2015 і 2016—2017 рр. працював за спеціальністю у готелі Fairmont.

## Музична кар'єра
Захоплення музикою у Романа проявилось ще в дитинстві. Коли йому було 12 років, він вперше взяв до рук гітару. Вивчивши ази гри самостійно, він вступив до музичної школи одразу на другий клас. Творчі здібності та наполегливі заняття вдома допомогли хлопцеві закінчити школу екстерном. Свій перший музичний проєкт Роман створив ще у підлітковому віці. В цей час він уже випробовував себе як автор пісень та оповідань.
Хоча чоловіча лінія родини Романа пов'язана з музикою, достатньої підтримки у своєму захопленні від рідних музикант не отримував, то ж прокладав свій шлях самостійно.
2008 року Роман потрапляє до хард-рок гурту «Gunslinger», де стає солістом. Проте, вже через три роки йому стає затісно в ролі виконавця, і Роман залишає гурт заради власного проєкту. Так народився гурт «The Roof», який проіснував два роки. Основну частину репертуару «The Roof» складали власні пісні Романа. Наступним проєктом музиканта став «Animal Within», до якого також увійшли басист, гітарист та ударник «Gunslinger». Гурт грав важкий рок. Творчі пошуки та експерименти з власним звучанням привели Романа до створення проєкту «LAKOTA», який вирізнявся іншим музичним стилем (Indie, Folk).
В жовтні 2015 р. приймає рішення про відрядження до Китаю у складі проєкту «A-Live», з яким дав 182 концерти поспіль.
У 2017 році стає учасником вокального проєкту «Голос країни-7» у команді тренера Сергія Бабкіна та доходить до фіналу. Того ж року виходить спільна композиція Сергія Бабкіна і Романа Дуди «Крила», яку високо оцінили слухачі.
У червні 2018 р. виходить сингл музиканта і виконавця «Зодіак», а за ним — трек «Подорожуючи». 
У жовтні 2018 р. із нагоди першої річниці весілля Роман Дуда і співачка Віра Кекелія презентували дуетну композицію «Тобі». Слова та музику для цих пісень Роман написав самостійно.
У січні 2019 р. DUDA презентував кліп на пісню «Не отпускай», а до свята весни випустив композицію «Скорая».

## Телепроєкти
Роман Дуда став фіналістом сьомого сезону вокального проєкту «Голос країни» у складі команди Сергія Бабкіна.
У 2017 та 2018 роках. Роман був вокалістом на танцювальному проєкті «Танці з зірками» телеканалу «1+1».

## Релізи
| виконавець/співпраця                      | назва       | рік виходу | роль Романа                           |
| ----------------------------------------- | ----------- | ---------- | ------------------------------------- |
| DJ Ruzhynski & DJ Anesty feat. Roman Duda | Полум'я     | 2017       | Вокал, автор текстів                  |
| DUDA feat. Сергій Бабкін                  | Крила       | 2017       | Вокал, гітара, автор текстів і музики |
| DUDA                                      | Зодиак      | 2018       | Вокал, гітара, автор текстів і музики |
| DUDA                                      | Подорожуючи | 2018       | Вокал, гітара, автор текстів і музики |
| DUDA feat. VERA KEKELIA                   | Тобі        | 2018       | Вокал, гітара, автор текстів і музики |
| DUDA                                      | Не отпускай | 2019       | Вокал, гітара, автор текстів і музики |
| DUDA                                      | Скорая      | 2019       | Вокал, гітара, автор текстів і музики |

## Кліпи
- DUDA feat. Сергій Бабкін «Крила», 2017
- DUDA «Зодиак», 2018
- DUDA feat. VERA KEKELIA «Тобі», 2018
- DUDA «Не отпускай», 2019

## Особисте життя
В жовтні 2016 р. під час зйомок 7-го сезону проєкту «Голос країни» телеканалу «1+1» познайомився зі співачкою Вірою Кекелією. 17 жовтня 2017 р. пара одружилась.